# Przyroda w Lwówku Śląskim
W granicach administracyjnych Lwówka Śląskiego znajdują się niewielkie fragmenty Parku Krajobrazowego Doliny Bobru (ze Szwajcarią Lwówecką na południu), a od wschodu obszar specjalnej ochrony ptaków Ostoja nad Bobrem (PLH020054) o powierzchni 15373 ha, które są trzecim co do wielkości w Polsce skupiskiem płatów priorytetowego siedliska grądu zboczowego Aceri-Tilietum. Na południu miasta znajduje się natomiast obszar Natura 2000 „Panieńskie Skały” (PLH020009) o powierzchni 11,5 ha. Jest to jedno z dwóch istniejących w Polsce stanowisk paproci włosocień delikatny Trichomanes speciosum.

## Pomniki przyrody
Na terenie Lwówka Śląskiego znajduje się 5 pomników przyrody (stan na sierpień 2017), w tym 1 pomnik przyrody nieożywionej. Dwa pomniki znajdują się w Lwówku Śląskim, a trzy w Płakowicach.
| Wykaz wszystkich pomników przyrody na terenie Lwówka Śląskiego (stan na sierpień 2017) | Wykaz wszystkich pomników przyrody na terenie Lwówka Śląskiego (stan na sierpień 2017) | Wykaz wszystkich pomników przyrody na terenie Lwówka Śląskiego (stan na sierpień 2017) | Wykaz wszystkich pomników przyrody na terenie Lwówka Śląskiego (stan na sierpień 2017) | Wykaz wszystkich pomników przyrody na terenie Lwówka Śląskiego (stan na sierpień 2017)                                                                    | Wykaz wszystkich pomników przyrody na terenie Lwówka Śląskiego (stan na sierpień 2017) | Wykaz wszystkich pomników przyrody na terenie Lwówka Śląskiego (stan na sierpień 2017) | Wykaz wszystkich pomników przyrody na terenie Lwówka Śląskiego (stan na sierpień 2017) |
| Lp.                                                                                    | Zdjęcie                                                                                | Nazwa/ Gatunek                                                                         | Ilość                                                                                  | Lokalizacja | Dzielnica                                                                              | Wymiary                                                                                | Data powołania                                                                         |
| -------------------------------------------------------------------------------------- | -------------------------------------------------------------------------------------- | -------------------------------------------------------------------------------------- | -------------------------------------------------------------------------------------- | --- | -------------------------------------------------------------------------------------- | -------------------------------------------------------------------------------------- | -------------------------------------------------------------------------------------- |
| 1.                                                                                     |                                                                                        | Grupa 2 drzew Platan klonolistny Platanus acerifolia                                   | 2                                                                                      | Al. Wojska Polskiego; 1-sze drzewo naprzeciwko cmentarza, 2-gie drzewo przy drodze wjazdowej do siedziby Nadleśnictwa, odległość między drzewami ok. 50 m | Lwówek Śląski                                                                          | obw. 4,80 m, wys. 4,50 m                                                               | 1991 r.                                                                                |
| 2.                                                                                     |                                                                                        | Dąb szypułkowy „Faun”                                                                  | 1                                                                                      | W Lwówku Śląskim na skraju lasu, przy ul. Sadowej | Płakowice                                                                              | obw. 4,70 m                                                                            | 1989 r.                                                                                |
| 3.                                                                                     |                                                                                        | Lipa drobnolistna „Sara” Tilia cordata                                                 | 1                                                                                      | Przy ul. Widokowej, niebieski szlak | Płakowice                                                                              | obw. 3,50 m                                                                            | 1993 r.                                                                                |
| 4.                                                                                     |                                                                                        | Jaskinia „Zimna Dziura”                                                                | 1                                                                                      | oddział lasu 262a, Nadleśnictwo Lwówek Śląski | Płakowice                                                                              | nie dotyczy                                                                            | b.d.                                                                                   |
| 5.                                                                                     |                                                                                        | Grupa 2 drzew – Miłorząb dwuklapowy Gingko biloba                                      | 2                                                                                      | niedaleko skrzyżowania ulic: Sienkiewicza z Al. Wojska Polskiego, naprzeciwko Kaplicy cmentarnej                                                          | Lwówek Śląski                                                                          | obw. 2,40 m i obw. 2,65 m                                                              | 2004 r.                                                                                |

## Inne obszary cenne przyrodniczo

### Obszary Natura 2000
1. Obszar Natura 2000 Ostoja nad Bobrem (PLH020054)
2. Obszar Natura 2000 „Panieńskie Skały” (PLH020009)

### Cmentarze (czynne i nieczynne)
1. Cmentarz komunalny w Lwówku Śląskim
2. Cmentarz Żołnierzy Radzieckich
3. Cmentarz umysłowo i psychicznie chorych w Płakowicach

### Parki miejskie
1. Park Jordanowski (miejski)
2. Planty miejskie

### Większe skwery i zieleńce
1. Skwer Fredry
2. Skwer Piłsudskiego
3. Skwer Żołnierzy Wyklętych
4. Plac Papieski św. Jana Pawła II
5. Skały Kawalerskie
6. Skwer Miast Partnerskich
7. Skwer Kombatantów
8. Szwajcaria Lwówecka